# Řády, vyznamenání a medaile Finska

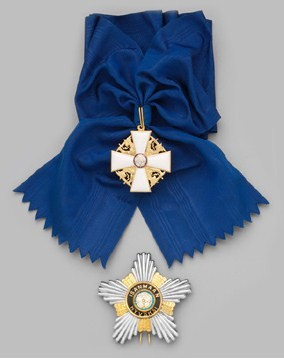
Velký kříž finské bílé růže s náprsní hvězdou

Systém řádů, vyznamenání a medailí Finska slouží Finské vládě k oceňování osob za jejich významný přínos v různých oblastech lidské činnosti. Tento systém se skládá ze tří řádů a řady dalších vyznamenání. Právním základem tohoto systému je zákon č. 1215/1999. Tento zákon garantuje prezidentu Finska právo udílet finská vyznamenání.

## Řády

### Obecné informace
Velmistrem finských řádů je úřadující prezident Finska. Nejvyšším vyznamenáním, které je udíleno pouze zřídka, je Řád kříže svobody. Většina vyznamenání se udílí dvakrát ročně, a to 4. června v Den vlajky Finských ozbrojených sil a 6. prosince v Den nezávislosti. Celkem je uděleno ročně přibližně 6 tisíc finských vyznamenání. Řád bílé růže a Řád finského lva mají společnou radu i kancléře, zatímco Řád kříže svobody má obě funkce samostatné.
Při udělení finských řádů za vojenské zásluhy jsou jak Řád bílé růže tak i Řád finského lva udílen s meči. Ani jeden z řádů nebyl s meči udělen od druhé světové války.

### Seznam řádů
- Řád kříže svobody (Vapaudenristin ritarikunta) byl založen dne 4. března 1918. Je nejvyšším vyznamenání Finska, které je udíleno za vojenské zásluhy nebo civilistům za zásluhy o národní obranu.[2]
- Řád bílé růže (Suomen Valkoisen Ruusun ritarikunta) byl založen dne 28. ledna 1919. Udílen je civilistům i příslušníkům ozbrojených sil za civilní i vojenské služby Finsku a během válečného stavu za hrdinské činy.[3]
- Řád finského lva (Suomen Leijonan ritarikunta) byl založen dne 11. září 1942 Udílen je civilistům i příslušníkům ozbrojených sil za civilní i vojenské služby státu.[4]

## Medaile
Jednotlivé části státní správní mají obvykle vlastní systém vyznamenání, jehož cílem je odměnit osoby za zásluhy. Tyto medaile jsou zakládány dekretem prezidenta republiky. Obvykle jsou udílené v jedné nebo ve dvou třídách (kříž a medaile).
- Záslužný kříž finské tělesné výchovy a sportu byl založen dekretem č. 366/2003 ze dne 16. května 2003.[6]
- Záslužná medaile finské tělesné výchovy a sportu byla založena dekretem č. 366/2003 ze dne 16. května 2003.
- Finský olympijský kříž za zásluhy byl založen dekretem č. 430/1951 ze dne 21. července 1951. Toto vyznamenání není nadále udíleno.[7]
- Finská olympijská medaile za zásluhy I. a II. třídy byla založena dekretem č. 430/1951 ze dne 21. července 1951. Toto vyznamenání není nadále udíleno.
- Záslužný kříž finského Červeného kříže byl založen dekretem č. 239/2000 ze dne 1. března 2000.
- Medaile za zásluhy finského Červeného kříže byla založena dekretem č. 239/2000 ze dne 1. března 2000.
- Medaile za záchranu života byla založena dekretem č. 487/1978 ze dne 16. června 1978.
- Pamětní medaile za válku za nezávislost byla založena dekretem č. 170/1918 ze dne 10. srpna 1918.
- Pamětní medaile na válku 1939–1940 byla založena dekretem č. 418/1940 ze dne 2. srpna 1940.
- Pamětní medaile na válku 1941–1945 byla založena dekretem č. 215/1957 ze dne 24. května 1957.[8]
- Medaile za odminování byla založena dekretem č. 823/1993 ze dne 17. září 1993.
- Záslužný kříž válečných invalidů byl založen dekretem č. 185/1958 ze dne 18. dubna 1958.
- Záslužný kříž policie byl založen dekretem č. 1129/2000 ze dne 15. prosince 2000.
- Záslužný kříž pohraniční stráže byl založen dekretem č. 610/1968 ze dne 31. října 1968.
- Záslužná medaile pohraniční stráže byla založena dekretem č. 610/1968 ze dne 31. října 1968.
- Medaile za lidskou dobrosrdečnost byla založena dekretem č. 489/1945 ze dne 1. června 1945.[9]
- Medaile za zásluhy o hašení požárů byla založena dekretem č. 478/1942 ze dne 19. června 1942.
- Medaile za zásluhy civilní obrany I. a II. třídy byla založena dekretem č. 584/1940 ze dne 25. října 1940.
- Záslužný kříž vězeňské služby
- Záslužný kříž celní správy se sponou byl založen dekretem č. 164/2004 ze dne 27. února 2004.
- Vojenská záslužná medaile byla založena dekretem č. 837/1977 ze dne 25. listopadu 1977.
- Zlatá medaile za zásluhy Asociace finských záložních důstojníků se sponou byla založena dekretem č. 283/1981 ze dne 24. dubna 1981.
- Cechovní záslužná medaile byla založena dekretem č. 731/1981 ze dne 6. listopadu 1981.
- Záslužný kříž celní správy byl založen dekretem č. 164/2004 ze dne 27. února 2004.
- Záslužný medaile Asociace finských záložních důstojníků byla založena dekretem č. 665/1982 ze dne 17. září 1982.
- Kadetní medaile za zásluhy byla založena dekretem č. 1153/1990 ze dne 14. prosince 1990.
- Medaile za zásluhy v oblasti bezpečnosti silničního provozu byla založena dekretem č. 445/1992 ze dne 22. května 1992.
- Zvláštní záslužná medaile za práci a pracovní prostředí
- Zlatá medaile za zásluhy u policie byla založena dekretem č. 1129/2000 ze dne 15. prosince 2000.
- Medaile za zásluhy o motorovou dopravu